# Компот (страва)
Компóт (фр. compôte, фр. вимова: [kɔ̃.pot] — «суміш») — десерт, що походить з середньовічної Європи, до складу якого входять фрукти цілі або шматочками, та цукровий сироп. Фрукти варять у воді з цукром та спеціями. Сироп можуть приправляти ваніллю, лимонною чи апельсиновою цедрою, корицею меленою чи в паличках, гвоздикою та іншими прянощами, меленим мигдалем, тертим кокосом, цукатами, родзинками. Компот подають теплим або холодним.

## Історія
Десерт компот узгоджувався з середньовічним переконанням, що фрукти, зварені в цукровому сиропі, врівноважують вплив вологи на організм. Назва походить від латинського слова compositus, що означає суміш. У пізньосередньовічній Англії його подавали першим серед заключних страв застілля (або іноді другим з трьох страв), часто супроводжуючи його вершковим потажем. В епоху Відродження його подавали охолодженим наприкінці вечері. Оскільки десерт був простим у приготуванні, складався з недорогих інгредієнтів та не містив молочних продуктів, він став одною з основних страв єврейських домівок по всій Європі. У сучасній французькій мові цей термін зазвичай означає непідсолоджене фруктове пюре без шматочків фруктів, наприклад, яблучне. Сьогодні компот є дуже поширеною стравою, його часто подають замість овочів у Франції, країнах Північної Європи, таких як Німеччина, Нідерланди, Бельгія, та в країнах Скандинавії.

## Варіації
У культурі менонітів компот із сухофруктів має назву pluma moos.
На десерт зверху можна додавати збиті вершки, корицю або ванільний цукор. Сироп можна готувати з вином, як в одному з рецептів грушевого компоте початку 15 століття. Інші варіанти передбачають використання сухофруктів, замочених у воді, в яку можна додати алкогольні напої на кшталт кіршу (вид бренді), рому або вина з винограду сорту мускат білий.